# La tierra y la sombra
La tierra y la sombra is een Colombiaans-Frans-Nederlands-Chileens-Braziliaanse film uit 2015, geschreven en geregisseerd door César Augusto Acevedo. De film ging in première op 18 mei op het Filmfestival van Cannes in de sectie Semaine de la critique.

## Verhaal
Alfonso is een oude boer die terug naar huis keert om voor zijn zwaar zieke zoon te zorgen. Hij vindt zijn oude huis terug waar zijn ex-vrouw samen met zijn schoondochter en kleinzoon woont. Het landschap rond het huis is veranderd in een woestenij en de suikkerrietplantages rondom het huis lijken uitsluitend wolken van as te produceren. Na 17 jaar afwezigheid probeert de man zich opnieuw aan te passen aan het leven op de boerderij en zijn familie in de poging hen te redden.

## Rolverdeling
| Acteur               | Personage |
| -------------------- | --------- |
| Haimer Leal          | Alfonso   |
| Hilda Ruiz           | Alicia    |
| Edison Raigosa       | Geraldo   |
| Marleyda Soto        | Esperanza |
| José Felipe Cárdenas | Manuel    |

## Productie
De productie van deze Colombiaanse film heeft een lange weg achter zich die begon in 2009 waarbij het project gesteund werd door het Fondo para el Desarrollo Cinematográfico de Colombia (Estímulo de Desarrollo). De film werd uiteindelijk in 2013 gerealiseerd in coproductie met verscheidene internationale instituten.
De film won verscheidene prijzen op het 68ste filmfestival van Cannes waaronder de Gouden camera voor beste debuutfilm voor César Augusto Acevedo.

## Prijzen en nominaties
| jaar | prijs                   | categorie                | genomineerde(n)          | uitslag  |
| ---- | ----------------------- | ------------------------ | ------------------------ | -------- |
| 2015 | Filmfestival van Cannes | Caméra d'or              | Caméra d'or              | Gewonnen |
| 2015 | Filmfestival van Cannes | France 4 Visionary Award | France 4 Visionary Award | Gewonnen |
| 2015 | Filmfestival van Cannes | SACD prijs               | SACD prijs               | Gewonnen |